# حرب إيلام الأولى
حرب إيلام الأولى وهي حرب أهلية وقعت في سريلانكا، بين القوات المسلحة السريلانكية ونمور التاميل، بدأت في يوم 23 يوليو 1983 وانتهت في يوم 29 يوليو 1987 باتفاقية سلام بوساطة الهند.